# 罗伊·萨里
罗伊·萨里（英語：Roy Saari，1945年2月26日—2008年12月30日），美国男子游泳、水球运动员。他曾代表美国参加1964年夏季奥林匹克运动会游泳比赛，获得一枚金牌和一枚银牌。